# Galeodea bituminata
Galeodea bituminata is een slakkensoort uit de familie van de Cassidae. De wetenschappelijke naam van de soort is voor het eerst geldig gepubliceerd in 1933 door K. Martin.